# Tnaot Chong Srang
Tnaot Chong Srang (ត្នោត ចុង ស្រង់) hay Tnoat Chong Srang là một xã của huyện Banteay Meas tỉnh Kampot Campuchia. Tnaot Chong Srang là một xã biên giới, phía nam của xã tiếp giáp với xã Vĩnh Điều huyện Giang Thành tỉnh Kiên Giang Việt Nam. Phía tây nam Tnaot Chong Srang tiếp giáp xã Prey Tonle, phía tây bắc giáp xã Angk Phnum Touch, đều là các xã cùng huyện Banteay Meas. Phía bắc Tnaot Chong Srang là xã Kampeaeng, phía đông là xã Prey Rumdeng đều là các xã của huyện Kiri Vong tỉnh Takéo.
Mã hành chính của xã Tnaot Chong Srang là 0702-09.
Tnaot Chong Srang gồm các xã: Ta Lang, Kouk Veaeng, Tnaot, Doun Teav, Ruessei Chum, Khnay, Souriya, Angkonh (làng Linh Quỳnh hay Luih-Quinh).